# Pušina (biljni rod)
Pušina (gušavica, lepica, lat. Silene), brojan biljni rod u porodici klinčićevki. Preko 900 priznatih vrsta, desetak i u Hrvatskoj bobičasta gušavica, busenasta pušina, metličasta pušina, sredozemna pušina, te neke vrste prije uključivane u rod Lychnis (drijemina) okrunjena drijemina (sin. Lychnis coronaria), rumena drijemina (sin. Lychnis flos-cuculi), ljepljiva drijemina (sin. Lychnis viscaria)
Ovom rodu ne pripada Tomasinijeva pušinica nego u rod pušinica, a znanstverni joj je naziv Heliosperma tommasinii (Vis.) Rchb.; ljepiva pušina, Atocion armeria (L.) Fourr.; golešak, Eudianthe coeli-rosa (L.) Endl., ljepljiva drijemina (sin. Lychnis viscaria) pripada rodu Viscaria.
Gušavica je hrvatski naziv roda Cucubalus, sinoim za Silene.

## Vrste
1. Silene abietum Font Quer & Maire
2. Silene abyssinica (Hochst.) H. Neumayer
3. Silene acaulis (L.) Jacq.
4. Silene acutidentata Bondarenko & Vved.
5. Silene acutifolia Link ex Rohrb.
6. Silene adelphiae Runemark
7. Silene adenocalyx F. N. Williams
8. Silene adenopetala Raikova
9. Silene adenophora (Schischk.) Czerep.
10. Silene aegaea Oxelman
11. Silene aegyptiaca (L.) L. fil.
12. Silene aellenii Sennen
13. Silene aethiopica Burm. fil.
14. Silene affghanica Rohrb.
15. Silene afromontana F. Jafari, Oxelman & Rabeler
16. Silene ajanensis (Regel & Tiling) Vorosch.
17. Silene akaisialpina (T. Yamaz.) H. Ohashi, Tateishi & H. Nakai
18. Silene akinfievii Schmalh.
19. Silene akiyamae Rajbh. & Mits. Suzuki
20. Silene akmaniana Ekim & Çelik
21. Silene alaschanica (Maxim.) Bocquet
22. Silene albescens Boiss.
23. Silene alexandrae B. Keller
24. Silene alexandri Hillebr.
25. Silene alexandrina (Asch.) Danin
26. Silene alexeenkoi (Lazkov) comb. ined.
27. Silene almolae Gay
28. Silene alpicola Schischk.
29. Silene altaica Pers.
30. Silene aminiradii Gholipour
31. Silene ammophila Boiss. & Heldr.
32. Silene amoena L.
33. Silene ampullata Boiss.
34. Silene anatolica Melzh. & A. Baytop
35. Silene andarabica Podlech
36. Silene andicola Gillies
37. Silene andryalifolia Pomel
38. Silene anisoloba Schrenk
39. Silene antarctica (Kuntze) Pedersen
40. Silene antirrhina L.
41. Silene antri-jovis Greuter & Burdet
42. Silene aomorensis M. Mizush.
43. Silene aperta Greene
44. Silene apetala Willd.
45. Silene aprica Turcz. ex Fisch. & C. A. Mey.
46. Silene arabica Boiss.
47. Silene araratica Schischk.
48. Silene arenarioides Desf.
49. Silene arenosa K. Koch
50. Silene argaea Fisch. & C. A. Mey.
51. Silene argentea Ledeb.
52. Silene argentina (Pax) Bocquet
53. Silene argentinensis Hauman
54. Silene arghireica Vals.
55. Silene argillosa Munby
56. Silene arguta Fenzl
57. Silene aristidis Pomel
58. Silene armena Boiss.
59. Silene arsuzensis Özbek & Uzunh.
60. Silene articulata Viv.
61. Silene asclepiadea Franch.
62. Silene asirensis D. F. Chamb. & Collen.
63. Silene assyriaca Hausskn. & Bornm. ex Lazkov
64. Silene astartes C. I. Blanche ex Boiss.
65. Silene astrachanica (Pacz.) Takht.
66. Silene atlantica Coss. & Durieu
67. Silene atrocastanea Diels
68. Silene atsaensis (C. Marquand) Bocquet
69. Silene aucheriana Boiss.
70. Silene auriculata Sibth. & Sm.
71. Silene auriculifolia Pomel
72. Silene austroiranica Rech. fil.
73. Silene avromana Boiss. & Hausskn.
74. Silene ayachica Humbert
75. Silene aydosensis K. Yildiz & Erik
76. Silene azirensis Coode & Cullen
77. Silene baccifera (L.) Durande
78. Silene badachschanica Ovcz.
79. Silene badaroi Breistr.
80. Silene badzhalensis Barkalov & Krestov
81. Silene balansae Boiss.
82. Silene baldshuanica B. Fedtsch.
83. Silene bamianica Gilli
84. Silene banksia (Meerb.) Mabb.
85. Silene baranovii Ovcz. & Kurbanb.
86. Silene barbara Humbert & Maire
87. Silene barbeyana Heldr. ex Boiss.
88. Silene barrattei Murb.
89. Silene baschkirorum Janisch.
90. Silene batangensis H. Limpr.
91. Silene bayburtensis Hamzaoglu & Aksoy
92. Silene bazardzica Sourková
93. Silene beguinotii Vals.
94. Silene behboudiana Rech. fil. & Esfand.
95. Silene behen L.
96. Silene bellidifolia Juss. ex Jacq.
97. Silene bellidioides Sond.
98. Silene bernardina S. Watson
99. Silene bersieri Bocquet
100. Silene berthelotiana Webb ex Christ
101. Silene betpakdalensis Bajtenov
102. Silene biafrae Hook. fil.
103. Silene biappendiculata Ehrenb. ex Rohrb.
104. Silene bilgilii E. Dogan & H. Duman
105. Silene bilingua W. W. Sm.
106. Silene birandiana Ekim
107. Silene birgittae Bocquet
108. Silene bitlisensis Tugay & Ertugrul
109. Silene blepharicalyx Lidén
110. Silene bobrovii Schischk.
111. Silene bocquetiana Yild. & Kiliç
112. Silene bolanderi A. Gray
113. Silene bolanthoides Quézel, Contandr. & Pamukç.
114. Silene borderei Jord.
115. Silene boryi Boiss.
116. Silene borysthenica (Gruner) Walters
117. Silene bourgaei Webb ex Christ
118. Silene boyd-klineana Halda, P. Gustafson & Vostrák
119. Silene brahuica Boiss.
120. Silene breviauriculata Ghaz.
121. Silene brevicalyx Hartvig & Strid
122. Silene brevicaulis Boiss.
123. Silene brevistaminea Gilli
124. Silene bridgesii Rohrb.
125. Silene bucharica Popov
126. Silene bungei Bocquet
127. Silene bupleuroides L.
128. Silene burchellii Otth ex DC.
129. Silene burmanica Collett & Hemsl.
130. Silene caesarea Boiss. & Balansa
131. Silene caesia Sm.
132. Silene caespitella F. N. Williams
133. Silene calabra Brullo, Scelsi & Spamp.
134. Silene cambessedesii Boiss. & Reut.
135. Silene campanula Pers.
136. Silene canariensis Willd. ex Spreng.
137. Silene cancellata (Jacquem. ex Edgew. & Hook. fil.) Majumdar
138. Silene capillipes Boiss. & Heldr.
139. Silene capitata Kom.
140. Silene capitellata Boiss.
141. Silene cappadocica Boiss. & Heldr.
142. Silene caramanica Boiss. & Heldr.
143. Silene cardiopetala Franch.
144. Silene cariensis Boiss.
145. Silene caroli-henrici Melzh.
146. Silene caroliniana Walter
147. Silene cartilaginea Hub.-Mor.
148. Silene caryophylloides (Poir.) Otth
149. Silene cashmeriana (Royle ex Benth.) Majumdar
150. Silene catholica (L.) W. T. Aiton
151. Silene cattariniana Ferrarini & Cecchi
152. Silene caucasica (Bunge) Boiss.
153. Silene caudata Ovcz.
154. Silene cephallenia Heldr.
155. Silene cespitosa Steven
156. Silene chaetodonta Boiss.
157. Silene chaetodontoidea Parsa
158. Silene chalcedonica (L.) E. H. L. Krause
159. Silene chamarensis Turcz.
160. Silene chersonensis (Zapal.) Kleopow
161. Silene chihuahuensis Standl.
162. Silene chilensis (Naudin) Bocquet
163. Silene chirensis A. Rich.
164. Silene chlorantha (Willd.) Ehrh.
165. Silene chlorifolia Sm.
166. Silene chloropetala Rupr.
167. Silene chodatii Bocquet
168. Silene choulettii Coss.
169. Silene christodouloui-zarkosii Kit Tan & G. Vold
170. Silene chubutensis (Speg.) Bocquet
171. Silene chungtienensis W. W. Sm.
172. Silene ciliata Pourr.
173. Silene cinerea Desf.
174. Silene cintrana Rothm.
175. Silene circumcarmanica F. Jafari, Gholipour, Mirtadz. & Pourmirzaei
176. Silene cirpicii K. Yildiz & Dadandi
177. Silene cirtensis Pomel
178. Silene citrina Boiss.
179. Silene claryi Batt.
180. Silene claviformis Litv.
181. Silene clokeyi C. L. Hitchc. & Maguire
182. Silene cobalticola P. A. Duvign. & Plancke
183. Silene cognata (Maxim.) H. Ohashi & H. Nakai
184. Silene colorata Poir.
185. Silene commelinifolia Boiss.
186. Silene commutata Guss.
187. Silene confertiflora Chowdhry
188. Silene congesta Sm.
189. Silene conglomeratica Melzh.
190. Silene conica L.
191. Silene coniflora Nees ex Otth
192. Silene conoidea L.
193. Silene cordifolia All.
194. Silene corinthiaca Boiss. & Heldr.
195. Silene coronaria (L.) Clairv.
196. Silene corrugata Ball
197. Silene corylina D. F. Chamb. & Collen.
198. Silene coutinhoi Rothm. & P. Silva
199. Silene crassifolia L.
200. Silene crassipes Fenzl
201. Silene crassiuscula Brullo, C. Brullo, Cambria, Bacch., Giusso & Ilardi
202. Silene cretacea Fisch.
203. Silene cretica L.
204. Silene crispans Litv.
205. Silene crispata Steven
206. Silene cryptoneura Stapf
207. Silene cryptopetala Hillebr.
208. Silene csereii Baumg.
209. Silene cuatrecasasii Pau & Font Quer
210. Silene cuspidata Pedersen
211. Silene cyrenaica Maire & Weiller
212. Silene cyri Schischk.
213. Silene cythnia (Halácsy) Walters
214. Silene czopandagensis Bondarenko
215. Silene daenensis Melzh.
216. Silene dagestanica Rupr.
217. Silene damascena Boiss. & Gaill.
218. Silene damboldtiana Greuter & Melzh.
219. Silene danaensis Danin
220. Silene danielii Hadac
221. Silene davidii (Franch.) Oxelman & Lidén
222. Silene davidlongii Rajbh. & Mits. Suzuki
223. Silene dawoensis Limpr.
224. Silene degeneri Sherff
225. Silene delavayi Franch.
226. Silene delicatula Boiss.
227. Silene demavendica Bornm.
228. Silene demirizii K. Yildiz & Çirpici
229. Silene denizliensis Aytaç
230. Silene densiflora d'Urv.
231. Silene dentipetala H. Chuang
232. Silene depressa M. Bieb.
233. Silene dewinteri Bocquet
234. Silene dianthoides Pers.
235. Silene dichotoma Ehrh.
236. Silene diclinis (Lag.) M. Laínz
237. Silene dieterlei Podlech
238. Silene dinarica Spreng.
239. Silene dioica (L.) Clairv.
240. Silene dirphya Greuter & Burdet
241. Silene discolor Sm.
242. Silene dissecta Litard. & Maire
243. Silene disticha Willd.
244. Silene diversifolia Otth
245. Silene doganii A. Duran & Menemen
246. Silene donetzica Kleopow
247. Silene douglasii Hook.
248. Silene drummondii Hook.
249. Silene dschuparensis Bornm.
250. Silene dumanii Kandemir, G. E. Genç & I. Genç
251. Silene dumetosa C. L. Tang
252. Silene duralii Bagci
253. Silene dyris Maire
254. Silene echegarayi (Hieron.) Bocquet
255. Silene echinata Otth
256. Silene echinosperma Boiss. & Heldr.
257. Silene echinospermoides Hub.-Mor.
258. Silene eckloniana Sond. ex Harv. & Sond.
259. Silene edgeworthii Bocquet
260. Silene elisabethae Jan
261. Silene elymaitica Bornm.
262. Silene eminentis Özçelik
263. Silene eremitica Boiss.
264. Silene eriocalycina Boiss.
265. Silene ermenekensis Vural & Kit Tan
266. Silene ertekinii Aydin & Oxelman
267. Silene erubescens (Schischk.) Czerep.
268. Silene erysimifolia Stapf
269. Silene esquamata W. W. Sm.
270. Silene eugeniae Kleopow
271. Silene euxina (Rupr.) Hand.-Mazz.
272. Silene eviscosa Bondarenko & Vved.
273. Silene exsudans Boiss. & Heldr.
274. Silene fabaria (L.) Coyte
275. Silene fabarioides Hausskn.
276. Silene falcata Sm.
277. Silene falconeri (Rohrb.) Bocquet
278. Silene falconeriana Benth.
279. Silene farsistanica Melzh.
280. Silene favargeri Bocquet
281. Silene fedtschenkoana Preobr.
282. Silene fedtschenkoi Bondarenko & Vved.
283. Silene fenzlii Boiss. & Balansa
284. Silene ferdowsii Joharchi, Nejati & F. Ghahrem.
285. Silene ferganica Preobr.
286. Silene fernandezii Jeanm.
287. Silene fetissovii Lazkov
288. Silene fetleri D. K. Pavlova
289. Silene filifolia (Dusén) Bocquet
290. Silene filipetala Litard. & Maire
291. Silene firma Siebold & Zucc.
292. Silene fissicalyx Bocquet & Chater
293. Silene fissipetala Turcz.
294. Silene flaccida Pau
295. Silene flammulifolia Steud. ex A. Rich.
296. Silene flavescens Waldst. & Kit.
297. Silene flos-cuculi (L.) Greuter & Burdet
298. Silene flos-jovis (L.) Desr.
299. Silene foetida Spreng.
300. Silene foliosa Maxim.
301. Silene fraudatrix Meikle
302. Silene frivaldskyana Hampe
303. Silene fruticosa L.
304. Silene fruticulosa M. Bieb.
305. Silene fuscata Brot.
306. Silene gaditana Talavera & Bocquet
307. Silene galataea Boiss.
308. Silene gallica L.
309. Silene gallinyi Rchb.
310. Silene gangotriana Pusalkar, D. K. Singh & Lakshmin.
311. Silene gasimailikensis B. Fedtsch.
312. Silene gaubae Bornm. & Gauba
313. Silene gavrilovii (Krasnov) Popov
314. Silene gazulensis A. Galán, J. E. Cortés, Vicente Orell. & R. Morales
315. Silene gebleriana Schrenk ex Fisch. & C. A. Mey.
316. Silene gemmata Meikle
317. Silene genovevae Bocquet
318. Silene georgievskyi Lazkov
319. Silene germana J. Gay
320. Silene gertraudiae Melzh.
321. Silene gevasica Hamzaoglu
322. Silene ghahremaninejadii Hoseini & Assadi
323. Silene ghiarensis Batt.
324. Silene gigantea L.
325. Silene gillettii (Turrill) M. G. Gilbert
326. Silene glaberrima Faure & Maire
327. Silene glabrescens Coss.
328. Silene glareosa Jord.
329. Silene goksuensis Budak, Hamzaoglu & Koç
330. Silene goniocaula Boiss.
331. Silene gonosperma (Rupr.) Bocquet
332. Silene goulimyi Turrill
333. Silene gracilenta H. Chuang
334. Silene gracilicaulis C. L. Tang
335. Silene gracilis (Tolm.) comb. ined.
336. Silene gracilis DC.
337. Silene gracillima Rohrb.
338. Silene graeca Boiss. & Spruner
339. Silene graminifolia Otth
340. Silene grandiflora Franch.
341. Silene grayi S. Watson
342. Silene greenei (S. Watson ex B. L. Rob.) Howell
343. Silene greywilsonii Rajbh. & Mits. Suzuki
344. Silene grisea Boiss.
345. Silene grisebachii (Davidov) Pirker & Greuter
346. Silene gubanovii Lazkov
347. Silene guerbuezii Özçelik
348. Silene guichardii Chevassut & Quézel
349. Silene guinetii Quézel
350. Silene guntensis (B. Fedtsch.) B. Fedtsch. ex Schischk.
351. Silene gynodioica Ghaz.
352. Silene habaensis H. Chuang
353. Silene hamzaoglui Budak
354. Silene haradjianii Chowdhuri
355. Silene haumanii Bocquet
356. Silene haussknechtii Hausskn.
357. Silene hawaiiensis Sherff
358. Silene hayekiana Hand.-Mazz. & Janch.
359. Silene heldreichii Boiss.
360. Silene helleboriflora Exell & Bocquet
361. Silene hellmannii Claus
362. Silene helmandica Podlech
363. Silene herbilegorum (Bocquet) Lidén & Oxelman
364. Silene heterodonta F. N. Williams
365. Silene heuffelii Soó
366. Silene hicesiae Brullo & Signor.
367. Silene hidaka-alpina (Miyabe & Tatew.) Ohwi & Ohashi
368. Silene hideakiohbae Rajbh. & Mits. Suzuki
369. Silene hifacensis Rouy
370. Silene himalayensis (Rohrb.) Majumdar
371. Silene hirticalyx Boiss. & Hausskn.
372. Silene hitchguirei Bocquet
373. Silene hoefftiana Fisch. ex C. A. Mey.
374. Silene holosteifolia Bocquet & Chater
375. Silene holzmannii Heldr. ex Boiss.
376. Silene hookeri Nutt. ex Torr. & A. Gray
377. Silene huguettiae Bocq.
378. Silene humilis C. A. Mey.
379. Silene huochenensis X. M. Pi & X. L. Pan
380. Silene hupehensis C. L. Tang
381. Silene hussonii Boiss.
382. Silene iberica M. Bieb.
383. Silene ibosii Emb. & Maire
384. Silene ichnusae Brullo, De Marco & De Marco fil.
385. Silene ikonnikovii Lazkov
386. Silene imbricata Desf.
387. Silene inaperta L.
388. Silene incisa C. L. Tang
389. Silene inclinata Hub.-Mor.
390. Silene incurvifolia Kar. & Kir.
391. Silene indeprensa Schischk.
392. Silene indica Roxb.
393. Silene insularis Barbey
394. Silene integripetala Bory & Chaub.
395. Silene intramongolica Lazkov
396. Silene intricata Post
397. Silene invisa C. L. Hitchc. & Maguire
398. Silene involucrata (Cham. & Schltdl.) Bocquet
399. Silene ionica Halácsy
400. Silene isabellae Selvi & Bianchi
401. Silene isaurica Contandr. & Quézel
402. Silene ispartensis Ghaz.
403. Silene italica (L.) Pers.
404. Silene jailensis N. I. Rubtzov
405. Silene jaxartica Pavlov
406. Silene jeniseensis Willd.
407. Silene jiningensis Y. Z. Zhao & Z. Y. Chu
408. Silene joerstadii Wendelbo
409. Silene jugora (F. N. Williams) Majumdar
410. Silene julaensis Grierson
411. Silene karaczukuri B. Fedtsch.
412. Silene karakotchanensis Yild. & Kiliç
413. Silene karekirii Bocquet
414. Silene keiskei Miq.
415. Silene kemahensis Aytaç & Kandemir
416. Silene kemoniana C. Brullo, Brullo, Giusso, Ilardi & Sciandr.
417. Silene kenyana F. Jafari, Oxelman & Rabeler
418. Silene kermanensis Bornm.
419. Silene kerneri Stapf
420. Silene khasiana Rohrb.
421. Silene kialensis (F. N. Williams) Lidén & Oxelman
422. Silene kigesiensis (R. D. Good) F. Jafari, Oxelman & Rabeler
423. Silene kingii (S. Watson) Bocquet
424. Silene kirgisensis Bajtenov & Nelina
425. Silene kiusiana (Makino) H. Ohashi & H. Nakai
426. Silene kiwuensis (T. C. E. Fr.) F. Jafari, Oxelman & Rabeler
427. Silene klokovii Knjaz.
428. Silene koelzii Rech. fil.
429. Silene konuralpii Firat & K. Yildiz
430. Silene koreana Kom.
431. Silene korshinskyi Schischk.
432. Silene koycegizensis Dönmez & Vural
433. Silene krantzii Stoughton
434. Silene kremeri Soy.-Will. & Godr.
435. Silene kubanensis Sommier & Levier
436. Silene kucukodukii Bagci & Uysal
437. Silene kudrjaschevii Schischk.
438. Silene kulabensis B. Fedtsch.
439. Silene kumaonensis F. N. Williams
440. Silene kunawurensis Royle ex Benth.
441. Silene kungessana B. Fedtsch.
442. Silene kurdistanica Maroofi & Attar
443. Silene kuschakewiczii Regel & Schmalh.
444. Silene lacera (Steven) Sims
445. Silene laciniata Cav.
446. Silene laconica Boiss. & Orph.
447. Silene ladyginae Lazkov
448. Silene laevigata Sm.
449. Silene lagenocalyx Fenzl ex Boiss.
450. Silene lagunensis Chr. P. Sm. ex Link
451. Silene lamarum C. Y. Wu
452. Silene lanceolata A. Gray
453. Silene lasiantha K. Koch
454. Silene latifolia Poir.
455. Silene laxa Boiss. & Kotschy
456. Silene laxantha Majumdar
457. Silene lazica Boiss.
458. Silene legionensis Lag.
459. Silene lemmonii S. Watson
460. Silene lenkoranica Lazkov
461. Silene leptoclada Boiss.
462. Silene leucophylla Boiss.
463. Silene leyseroides Boiss.
464. Silene lhassana (F. N. Williams) Majumdar
465. Silene libanotica Boiss.
466. Silene lichiangensis W. W. Sm.
467. Silene linae Bocquet
468. Silene linearifolia Otth
469. Silene lineariloba C. Y. Wu
470. Silene linearis Decne.
471. Silene linicola C. C. Gmel.
472. Silene linoides Otth
473. Silene lipskyi Lazkov
474. Silene lithophila Kar. & Kir.
475. Silene littorea Brot.
476. Silene litwinowii Schischk.
477. Silene lomalasinensis (Engl.) T. Harris & Goyder
478. Silene longicalycina Kom.
479. Silene longicarpa (Y. Z. Zhao & Z. Y. Chu) comb. ined.
480. Silene longicarpophora (Kom.) Bocquet
481. Silene longicilia (Brot.) Otth
482. Silene longicornuta C. Y. Wu & C. L. Tang
483. Silene longidens Schischk.
484. Silene longipetala Vent.
485. Silene longisepala Nasir
486. Silene longshoushanica (L. Q. Zhao & Y. Z. Zhao) comb. ined.
487. Silene lucida Chowdhuri
488. Silene luciliae Bocquet
489. Silene lulakabadensis Heidari, F. Ghahrem. & Assadi
490. Silene lycaonica Chowdhry
491. Silene lychnidea C. A. Mey.
492. Silene lydia Boiss.
493. Silene lynesii C. Norman
494. Silene macrodonta Boiss.
495. Silene macrophylla Lag.
496. Silene macrosolen Steud. ex A. Rich.
497. Silene macrostyla Maxim.
498. Silene maeotica (Klokov) Czerep.
499. Silene magellanica (Desr.) Bocquet
500. Silene makmeliana Boiss.
501. Silene mandonii (Rohrb.) Bocquet
502. Silene manissadjianii Freyn
503. Silene marcowiczii Schischk.
504. Silene margaritae Bocquet
505. Silene mariana Pau
506. Silene marizii Samp.
507. Silene markamensis L. H. Zhou
508. Silene marmarica Bég. & A. Vacc.
509. Silene marmorensis Kruckeb.
510. Silene marschallii C. A. Mey.
511. Silene martyi Emb. & Maire
512. Silene maurorum Batt. & Pit.
513. Silene media (Litv.) Kleopow
514. Silene megalantha Bondarenko & Vved.
515. Silene mekinensis Coss.
516. Silene melanantha Franch.
517. Silene melanopotamica Pedersen
518. Silene melitensis Brullo, C. Brullo, Cambria, Lanfr., S. Lanfr., Miniss., Sciandr. & Giusso
519. Silene mellifera Boiss. & Reut.
520. Silene melzheimeri Greuter
521. Silene mentagensis Coss.
522. Silene menziesii Hook.
523. Silene mesatlantica Maire
524. Silene meyeri Fenzl ex Boiss. & Buhse
525. Silene michelsonii Preobr.
526. Silene micropetala Lag.
527. Silene microphylla Boiss.
528. Silene microsperma Fenzl
529. Silene miksensis Firat & K. Yildiz
530. Silene minae Strobl
531. Silene miqueliana (Rohrb.) H. Ohashi & H. Nakai
532. Silene mirei Chevassut & Quézel
533. Silene mishudaghensis Gholipour & Parsa Khanghah
534. Silene mollissima (L.) Pers.
535. Silene monbeigii W. W. Sm.
536. Silene monerantha Williams
537. Silene mongolica Maxim.
538. Silene montbretiana Boiss.
539. Silene moorcroftiana Benth.
540. Silene morganae Freyn
541. Silene morisiana Bég. & Ravano
542. Silene morrisonmontana (Hayata) Ohwi & H. Ohashi
543. Silene muliensis C. Y. Wu
544. Silene multicaulis Guss.
545. Silene multiflora (Ehrh.) Pers.
546. Silene multifurcata C. L. Tang
547. Silene mundiana Eckl. & Zeyh.
548. Silene muradica Schischk.
549. Silene muschleri Bocquet
550. Silene muscipula L.
551. Silene muslimii Pavlov
552. Silene myongcheonensis S. P. Hong & H. K. Moon
553. Silene nachlingerae A. Tiehm
554. Silene namlaensis (C. Marquand) Bocquet
555. Silene nana Kar. & Kir.
556. Silene nangqenensis C. L. Tang
557. Silene napuligera Franch.
558. Silene natalii F. O. Khass. & I. I. Malzev
559. Silene nefelites C. Brullo, Brullo, Giusso & Ilardi
560. Silene neglecta Ten.
561. Silene nelsonii Mesler, M. S. Mayer & Carothers
562. Silene nemoralis Waldst. & Kit.
563. Silene nemrutensis K. Yildiz
564. Silene neoladyginae Lazkov
565. Silene nepalensis Majumdar
566. Silene nerimaniae G. E. Genç, Kandemir & I. Genç
567. Silene nevskii Schischk.
568. Silene nicaeensis All.
569. Silene niederi Heldr.
570. Silene nigrescens (Edgew.) Majumdar
571. Silene ningxiaensis C. L. Tang
572. Silene nivalis (Kit.) Rohrb.
573. Silene nivea (Nutt.) Muhl.
574. Silene nizvana Melzh.
575. Silene nocteolens Webb & Berthel.
576. Silene noctiflora L.
577. Silene nocturna L.
578. Silene nodulosa Viv.
579. Silene notarisii Ces.
580. Silene novorossica Doweld
581. Silene nuda (S. Watson) C. L. Hitchc. & Maguire
582. Silene nummica Vals.
583. Silene nuncupanda Coode & Cullen
584. Silene nuratavica Kamelin
585. Silene nurensis Boiss. & Hausskn.
586. Silene nutabunda Greuter
587. Silene nutans L.
588. Silene nyalamensis (L.H.Zhou) Lidén
589. Silene oblanceolata W. W. Sm.
590. Silene obovata Schischk.
591. Silene obscura Vorosch.
592. Silene obtusidentata B. Fedtsch. & Popov
593. Silene obtusifolia Willd.
594. Silene occidentalis S. Watson
595. Silene odontopetala Fenzl
596. Silene odoratissima Bunge
597. Silene oenotriae Brullo
598. Silene ohwii T. C. Hsu, C. K. Liao & S. W. Chung
599. Silene olgae (Maxim.) Rohrb.
600. Silene oligantha Boiss. & Heldr.
601. Silene oligotricha Hub.-Mor.
602. Silene oliveriana Otth
603. Silene olympica Boiss.
604. Silene ophioglossa Huan C. Wang & Feng Yang
605. Silene orbelica Greuter
606. Silene oreades Boiss. & Heldr.
607. Silene oregana S. Watson
608. Silene oreina Schischk.
609. Silene oreophila Boiss.
610. Silene oreoploca Lidén
611. Silene oreosinaica Chowdhry
612. Silene orientalimongolica Kozhevn.
613. Silene orientoalborzensis F. Jafari & Mirtadz.
614. Silene ornata Aiton
615. Silene oropediorum Coss.
616. Silene orphanidis Boiss.
617. Silene otites (L.) Wibel
618. Silene otodonta Franch.
619. Silene ovalifolia (Regel & Schmalh.) Popov
620. Silene ovata Pursh
621. Silene oxelmanii Gholipour
622. Silene oxyodonta Barbey
623. Silene ozyurtii Aksoy & Hamzaoglu
624. Silene paeoniensis Bornm.
625. Silene paghmanica Gilli
626. Silene pakistanica Lazkov
627. Silene paktiensis Podlech & Melzh.
628. Silene palaestina Boiss.
629. Silene palinotricha Fenzl & Boiss.
630. Silene panjutinii Kolak.
631. Silene paphlagonica Bornm.
632. Silene papillosa Boiss.
633. Silene paradoxa L.
634. Silene paranadena Bondarenko & Vved.
635. Silene parishii S. Watson
636. Silene parjumanensis Podlech
637. Silene parnassica Boiss. & Spruner
638. Silene parrowiana Boiss. & Hausskn.
639. Silene parryi (S. Watson) C. L. Hitchc. & Maguire
640. Silene patagonica (Speg.) Bocquet
641. Silene patula Desf.
642. Silene peduncularis Boiss.
643. Silene peloritana C. Brullo, Brullo, Giusso, Miniss. & Sciandr.
644. Silene pendula L.
645. Silene penduliflora F. Jafari, Keshavarzi & Doostm.
646. Silene pentelica Boiss.
647. Silene perlmanii W. L. Wagner, D. R. Herbst & Sohmer
648. Silene persepolitana Melzh.
649. Silene persica Boiss.
650. Silene petersonii Maguire
651. Silene petrarchae Ferrarini & Cecchi
652. Silene pharnaceifolia Fenzl
653. Silene phoenicodonta Franch.
654. Silene phrygia Boiss.
655. Silene physalodes Boiss.
656. Silene physocalycina (Hausskn. & Bornm.) Melzh.
657. Silene pichiana Ferrarini & Cecchi
658. Silene pinetorum Boiss. & Heldr.
659. Silene plankii C. L. Hitchc. & Maguire
660. Silene platyphylla Franch.
661. Silene plurifolia Schischk.
662. Silene plutonica Naudin ex Gay
663. Silene poa Lidén
664. Silene pogonocalyx (Svent.) Bramwell
665. Silene polypetala (Walter) Fernald & B. G. Schub.
666. Silene pomelii Batt.
667. Silene popovii Schischk.
668. Silene porandica Gilli
669. Silene portensis L.
670. Silene praelonga Ovcz.
671. Silene praemixta Popov
672. Silene pravitziana Rech. fil.
673. Silene prilepensis Micevski
674. Silene principis Oxelman & Lidén
675. Silene procera Lidén
676. Silene procumbens Murray
677. Silene psammitis Spreng.
678. Silene pseudaucheriana Melzh.
679. Silene pseudoatocion Desf.
680. Silene pseudobehen Boiss.
681. Silene pseudocashmeriana Bocquet & Chater
682. Silene pseudofortunei H. P. Tsui & C. L. Tang
683. Silene pseudoholopetala Lazkov
684. Silene pseudoindica Lidén
685. Silene pseudonurensis Melzh.
686. Silene pseudoverticillata Nasir
687. Silene pseudovestita Batt.
688. Silene pterosperma Maxim.
689. Silene pubicalycina C. Y. Wu
690. Silene pubicalyx Bondarenko & Vved.
691. Silene pugionifolia Popov
692. Silene pungens Boiss.
693. Silene puranensis (L. H. Zhou) C. Y. Wu & H. Chuang
694. Silene purii Bocquet & N. P. Saxena
695. Silene pygmaea Adams
696. Silene qiyunshanensis X. H. Guo & X. L. Liu
697. Silene quadriloba Turcz. ex Kar. & Kir.
698. Silene radicosa Boiss. & Heldr.
699. Silene ramosissima Desf.
700. Silene rasvandica Melzh.
701. Silene rechingeri Bocquet
702. Silene rectiramea B. L. Rob.
703. Silene regia Sims
704. Silene reichenbachii Vis.
705. Silene reinholdii Heldr.
706. Silene reinwardtii Roth
707. Silene reiseri K. Malý
708. Silene remotiflora Vis.
709. Silene renzii Melzh.
710. Silene repens Patrin
711. Silene requienii Otth
712. Silene reticulata Desf.
713. Silene retinervis Ghaz.
714. Silene reverchonii Batt.
715. Silene rhiphaena Pau & Font Quer
716. Silene rhizophora (Muschl.) Bocquet
717. Silene rhynchocarpa Boiss.
718. Silene rigens Goldblatt & J. C. Manning
719. Silene roemeri Friv.
720. Silene roopiana Kleopow
721. Silene rosiflora Kingdon-Ward
722. Silene rosulata Soy.-Will. & Godr.
723. Silene rothmaleri P. Silva
724. Silene rotundifolia Nutt.
725. Silene rouyana Batt.
726. Silene rubella L.
727. Silene rubricalyx (C. Marquand) Bocquet
728. Silene ruinarum Popov
729. Silene ruprechtii Schischk.
730. Silene sabinosae Pit.
731. Silene sachalinensis F. Schmidt
732. Silene salamandra Pamp.
733. Silene salangensis Melzh.
734. Silene saldanhensis Goldblatt & J. C. Manning
735. Silene salicifolia C. L. Tang
736. Silene salmonacea T. W. Nelson, J. P. Nelson & S. A. Erwin
737. Silene salsuginea Hub.-Mor.
738. Silene samarkandensis Preobr.
739. Silene samia Melzh. & Christod.
740. Silene samojedorum (Sambuk) Oxelman
741. Silene samothracica (Rech. fil.) Greuter
742. Silene sarawschanica Regel & Schmalh. ex Regel
743. Silene sargentii S. Watson
744. Silene sartorii Boiss. & Heldr.
745. Silene saxatilis Sims
746. Silene saxifraga L.
747. Silene scabrida Soy.-Will. & Godr.
748. Silene scabriflora Brot.
749. Silene scabrifolia Kom.
750. Silene scaposa S. Watson
751. Silene schafta J. G. Gmel. ex Hohen.
752. Silene schimperiana Boiss.
753. Silene schischkinii (Popov) Vved.
754. Silene schizopetala Bornm.
755. Silene schlumbergeri Boiss.
756. Silene schmuckeri Wettst.
757. Silene schugnanica B. Fedtsch.
758. Silene schwarzenbergeri Halácsy
759. Silene sciaphila Melzh. & Rech. fil.
760. Silene sclerocarpa Dufour
761. Silene sclerophylla Chowdhry
762. Silene scoparia Lidén
763. Silene scopulorum Franch.
764. Silene scottii (Turrill) F. Jafari, Oxelman & Rabeler
765. Silene scouleri Hook.
766. Silene secundiflora Otth
767. Silene sedoides Poir.
768. Silene seelyi Morton & J. W. Thomps.
769. Silene semenovii Regel & Herder
770. Silene sendtneri Boiss.
771. Silene sennenii Pau
772. Silene sericea All.
773. Silene sessionis Batt.
774. Silene setaesperma Majumdar
775. Silene shahrudensis Rech. fil.
776. Silene shanbashakensis Rech. fil.
777. Silene shehbazii S. A. Ahmad
778. Silene sibirica (L.) Pers.
779. Silene siderophila Boiss. & Gaill.
780. Silene sieberi Fenzl
781. Silene skorpilii Velen.
782. Silene sojakii Melzh.
783. Silene solenantha Trautv.
784. Silene songarica (Fisch., C. A. Mey. & Avé-Lall.) Bocquet
785. Silene sordida Hub.-Mor. & Reese
786. Silene sorensenis (Boivin) Bocquet
787. Silene spaldingii S. Watson
788. Silene spergulifolia (Willd.) M. Bieb.
789. Silene spinescens Sm.
790. Silene splendens Boiss.
791. Silene squamigera Boiss.
792. Silene staintonii Ghaz.
793. Silene stapfii Melzh.
794. Silene stellariifolia Bocquet & Chater
795. Silene stellata (L.) Coyte
796. Silene stenantha Ovcz.
797. Silene stenobotrys Boiss. & Hausskn.
798. Silene stenophylla Ledeb.
799. Silene stewartiana Diels
800. Silene stewartii (Edgew.) Majumdar
801. Silene stockenii Chater
802. Silene stracheyi Edgew.
803. Silene striata Ehrenb. ex Rohrb.
804. Silene stricta L.
805. Silene struthioloides A. Gray
806. Silene suaveolens Turcz. ex Kar. & Kir.
807. Silene subadenophora Ovcz.
808. Silene subciliata B. L. Rob.
809. Silene subconica Friv.
810. Silene subcretacea F. N. Williams
811. Silene subintegra (Hayek) Greuter
812. Silene subodhii S. R. Kundu
813. Silene succulenta Forssk.
814. Silene suksdorfii B. L. Rob.
815. Silene sumbuliana Deniz & O. D. Dücen
816. Silene sunhangii D. G. Zhang, T. Deng & N. Lin
817. Silene supina M. Bieb.
818. Silene surculosa Hub.-Mor.
819. Silene surobica Gilli
820. Silene sussamyrica Lazkov
821. Silene sveae Lidén & Oxelman
822. Silene swertiifolia Boiss.
823. Silene syngei (Turrill) T. Harris & Goyder
824. Silene sytnikii Krytzka, Novosad & Protop.
825. Silene tachtensis Franch.
826. Silene taimyrensis (Tolm.) Bocquet
827. Silene takeshimensis Uyeki & Sakata
828. Silene taliewii Kleopow
829. Silene talyschensis Schischk.
830. Silene tamaranae Bramwell
831. Silene tatarica (L.) Pers.
832. Silene tatarinowii Regel
833. Silene taygetea Halácsy ex Vierh.
834. Silene telavivensis Zohary & Plitmann
835. Silene tenella C. A. Mey.
836. Silene tenuiflora Guss.
837. Silene thurberi S. Watson
838. Silene thymifolia Sm.
839. Silene thyrsiantha F. Jafari, Mirtadz. & Keshavarzi
840. Silene thysanodes Fenzl
841. Silene tibetica Lidén & Oxelman
842. Silene tokachiensis Kadota
843. Silene tolmatchevii Bocquet
844. Silene tomentella Schischk.
845. Silene tomentosa Otth
846. Silene toussidana Quézel
847. Silene trachyphylla Franch.
848. Silene tragacantha Fenzl ex Boiss.
849. Silene trajectorum Kom.
850. Silene tridentata Desf.
851. Silene triflora (Bornm.) Bornm.
852. Silene tuberculata (Ball) Maire & Weiller
853. Silene tubiformis C. L. Tang
854. Silene tubulosa Oxelman & Lidén
855. Silene tundricola (Kuvaev) comb. ined.
856. Silene tunetana Murb.
857. Silene tunicoides Boiss.
858. Silene turbinata Guss.
859. Silene turczaninovii Lazkov
860. Silene turgida M. Bieb. ex Bunge
861. Silene turkestanica Regel
862. Silene undulata Aiton
863. Silene ungeri Fenzl
864. Silene uniflora Roth
865. Silene uralensis (Rupr.) Bocquet
866. Silene urodonta Bornm.
867. Silene urvillei d'Urv.
868. Silene vachschii Ovcz.
869. Silene vagans C. B. Clarke
870. Silene vaginans Lidén
871. Silene vallesia L.
872. Silene valsecchiae Bocchieri
873. Silene vanchingshanensis C. Y. Wu ex Huan C. Wang & Feng Yang
874. Silene variegata (Desf.) Boiss. & Heldr.
875. Silene vautierae Bocquet
876. Silene velcevii Jordanov & Panov
877. Silene velutina Pourr. ex Loisel.
878. Silene velutinoides Pomel
879. Silene ventricosa Adamovic
880. Silene verecunda S. Watson
881. Silene vidaliana Pau & Font Quer
882. Silene villosa Forssk.
883. Silene villosula (Trautv.) V. V. Petrovsky & Elven
884. Silene violascens (Tolm.) V. V. Petrovsky & Elven
885. Silene virescens Coss.
886. Silene virgata Stapf
887. Silene virginica L.
888. Silene viridiflora L.
889. Silene viscariopsis Bornm.
890. Silene viscidula Franch.
891. Silene viscosa (L.) Pers.
892. Silene vittata Stapf
893. Silene vivianii Steud.
894. Silene vulgaris (Moench) Garcke
895. Silene wahlbergella Chowdhuri
896. Silene waldsteinii Griseb.
897. Silene wardii (C. Marquand) Bocquet
898. Silene weberbaueri (Muschl.) Bocquet
899. Silene wendelboi Assadi
900. Silene wilfordii (Regel) H. Ohashi & H. Nakai
901. Silene williamsii Britton
902. Silene wolgensis (Hornem.) Otth
903. Silene wrightii A. Gray
904. Silene yanoei Makino
905. Silene yarmalii Podlech
906. Silene yemensis Deflers
907. Silene yetii Bocquet
908. Silene yildirimlii Dinç
909. Silene yunnanensis Franch.
910. Silene zawadzkii Herbich
911. Silene zayuensis L. H. Zhou
912. Silene zhongbaensis (L. H. Zhou) C. Y. Wu, C. L. Tang
913. Silene zhoui C. Y. Wu
914. Silene zuntoreica Zuev
915. Silene ×grecescui Gusul.
916. Silene ×hampeana Meusel & Werner
917. Silene ×intermedia (Lange) Bocquet
918. Silene ×isabeliae P. P. Ferrer, Ferrando & E. Laguna
919. Silene ×montistellensis Ladero, Rivas Mart., A. Amor, M. T. Santos & M. T. Alonso
920. Silene ×pseudotites Besser ex Rchb.

## Vanjske poveznice
|  | Zajednički poslužitelj ima još gradiva o temi Silene |
|  | Wikivrste imaju podatke o taksonu Silene (Plantae)   |